# Guiragök
Guiragök (Guira guira) är en fågel i familjen gökar inom ordningen gökfåglar. Den förekommer i öppna områden i östra Sydamerika. Arten ökar i antal.

## Utseende och läte
Guiragöken är en karismatisk gök med excentriskt utseende. Kroppen är ljust smutsvitt, kontrasterande mot mörka vingar och stjärt. På huvudet syns en spretig orangefärgad tofs, gul näbb och gul ring runt ögat. Arten är mycket ljudlig, med serier av fallande toner, "pio-pio pio-pio-pirrrrr".

## Utbredning och systematik
Guiragöken placeras som enda art i släktet Guira och behandlas som monotypisk, det vill säga att den inte delas in i några underarter. Dess närmaste släktingar är anierna i Crotophaga. Fågeln förekommer från nordöstra Brasilien till Bolivia, Paraguay, Uruguay och centrala Argentina.

## Levnadssätt
Guiragöken hittas i öppna områden som buskmarker, jordbruksområden, gräsmarker och intill urbana områden. Den är mycket social och ses vanligen i små grupper.

## Status och hot
Arten har ett stort utbredningsområde och tros öka i antal. Internationella naturvårdsunionen IUCN listar den därför som livskraftig (LC).

## Namn
Fågeln har fått såväl sitt svenska som vetenskapliga artnamn tillika släktesnamn från guihrá, "fågel", på språket guaraní.

## Bildgalleri

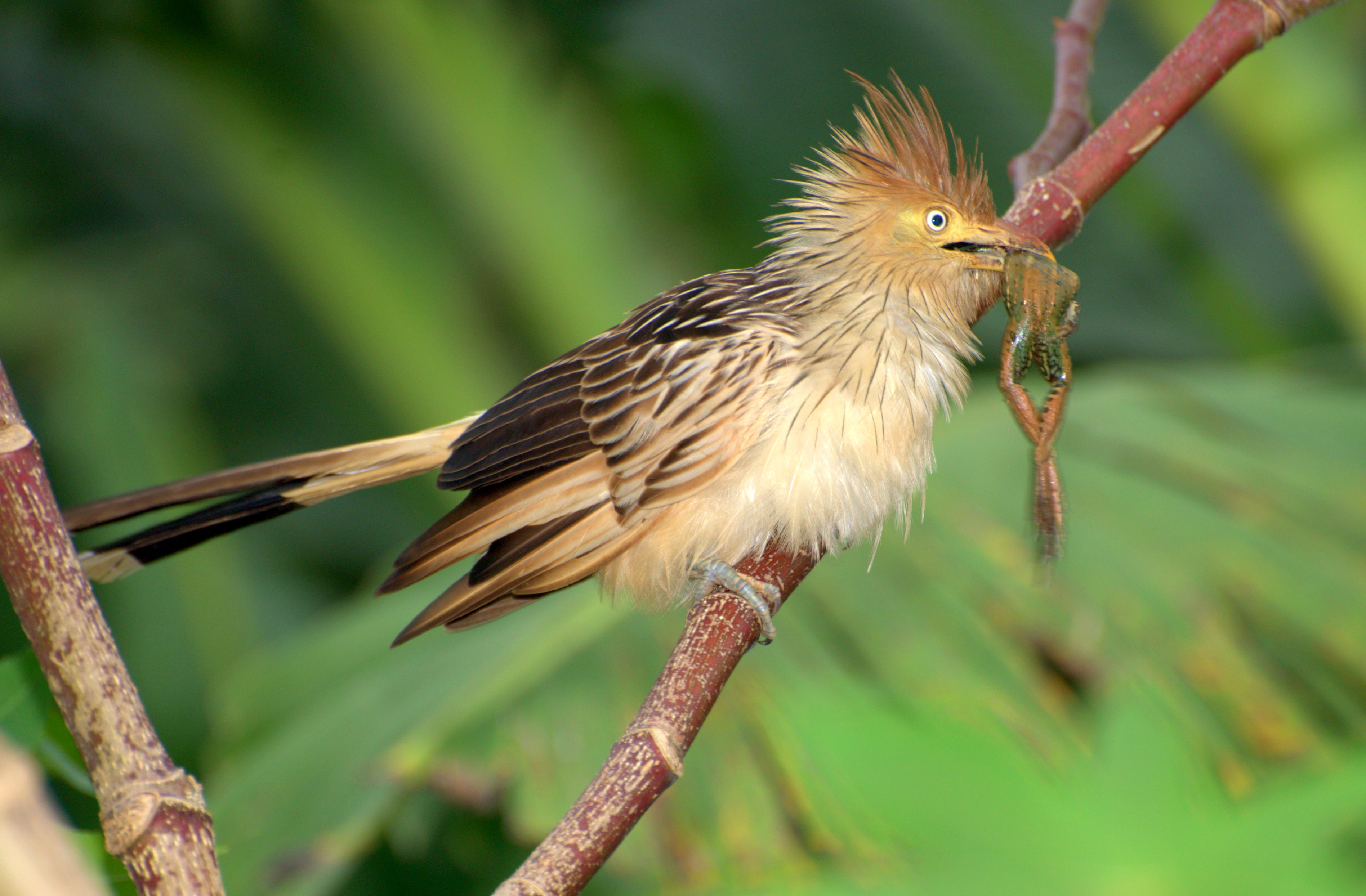
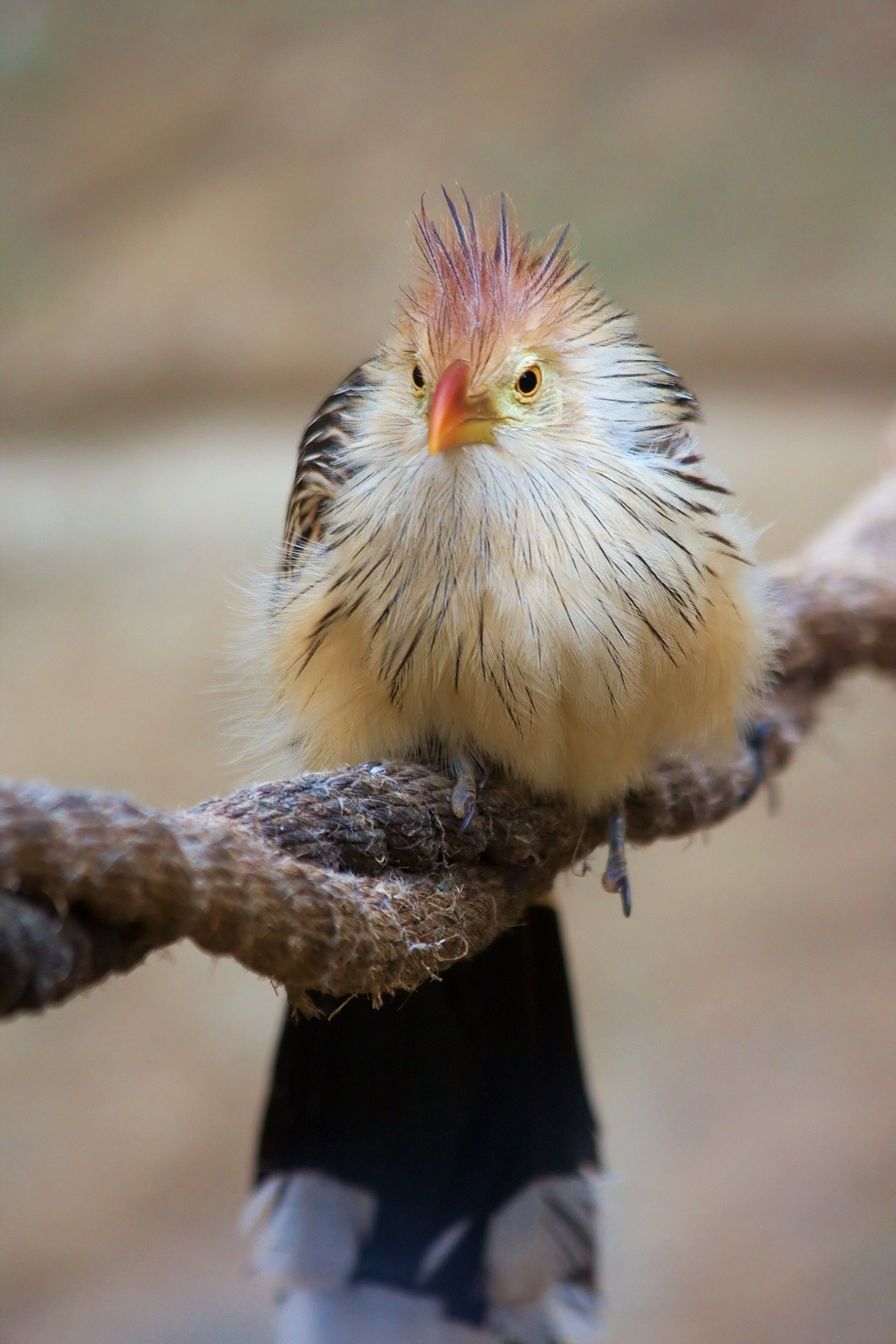
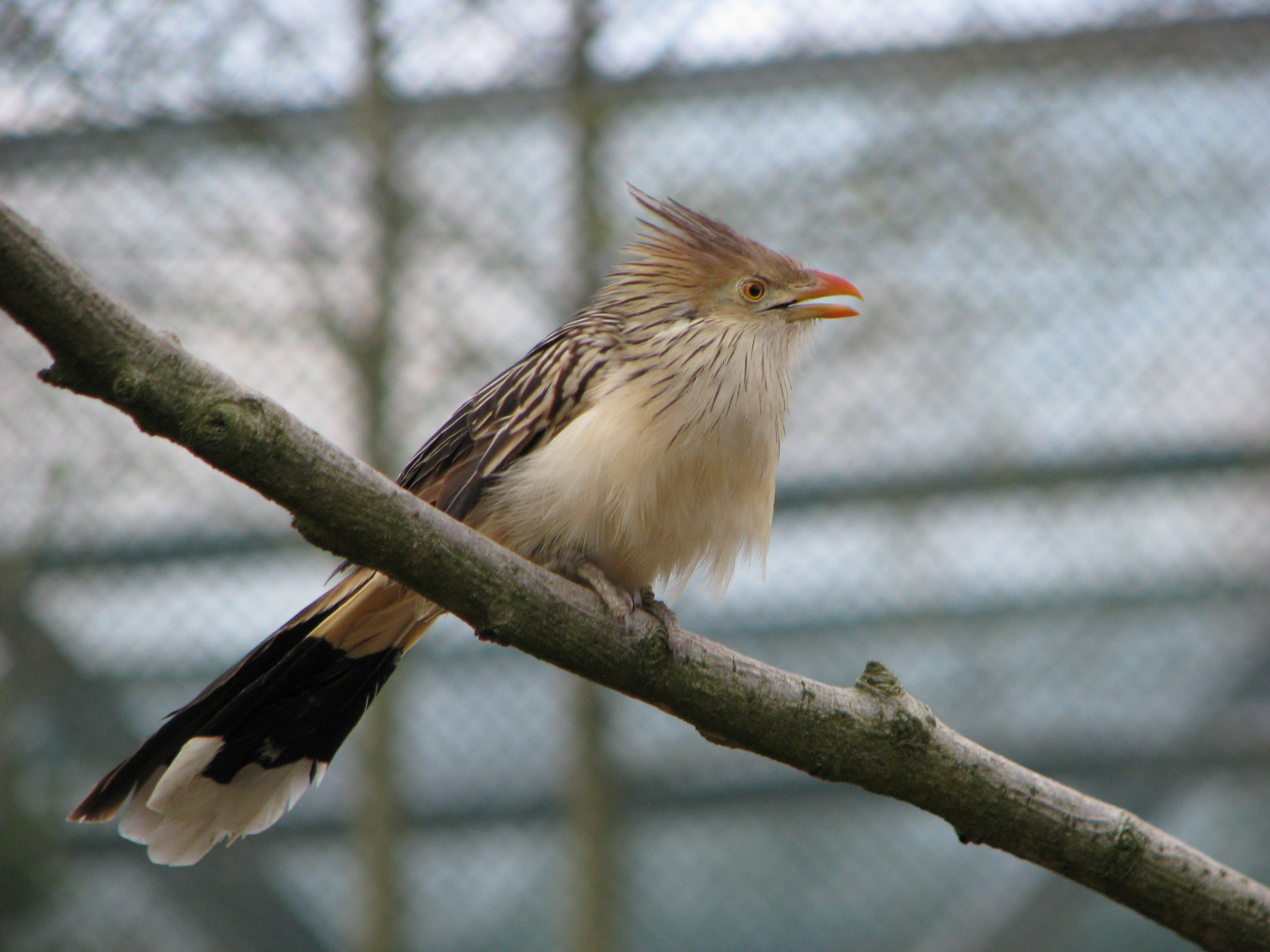
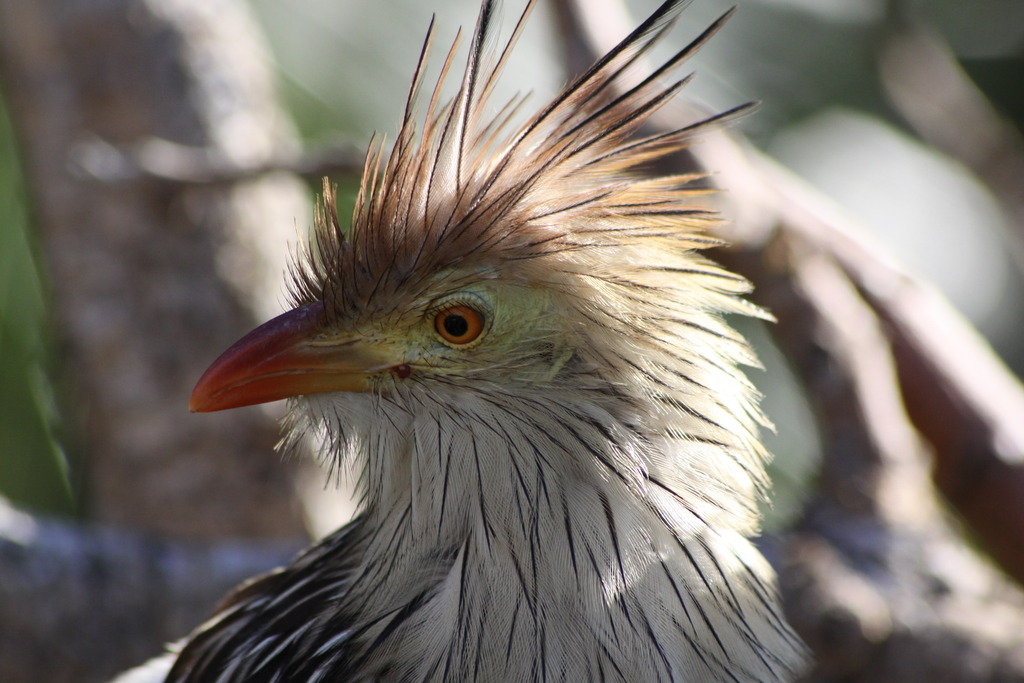
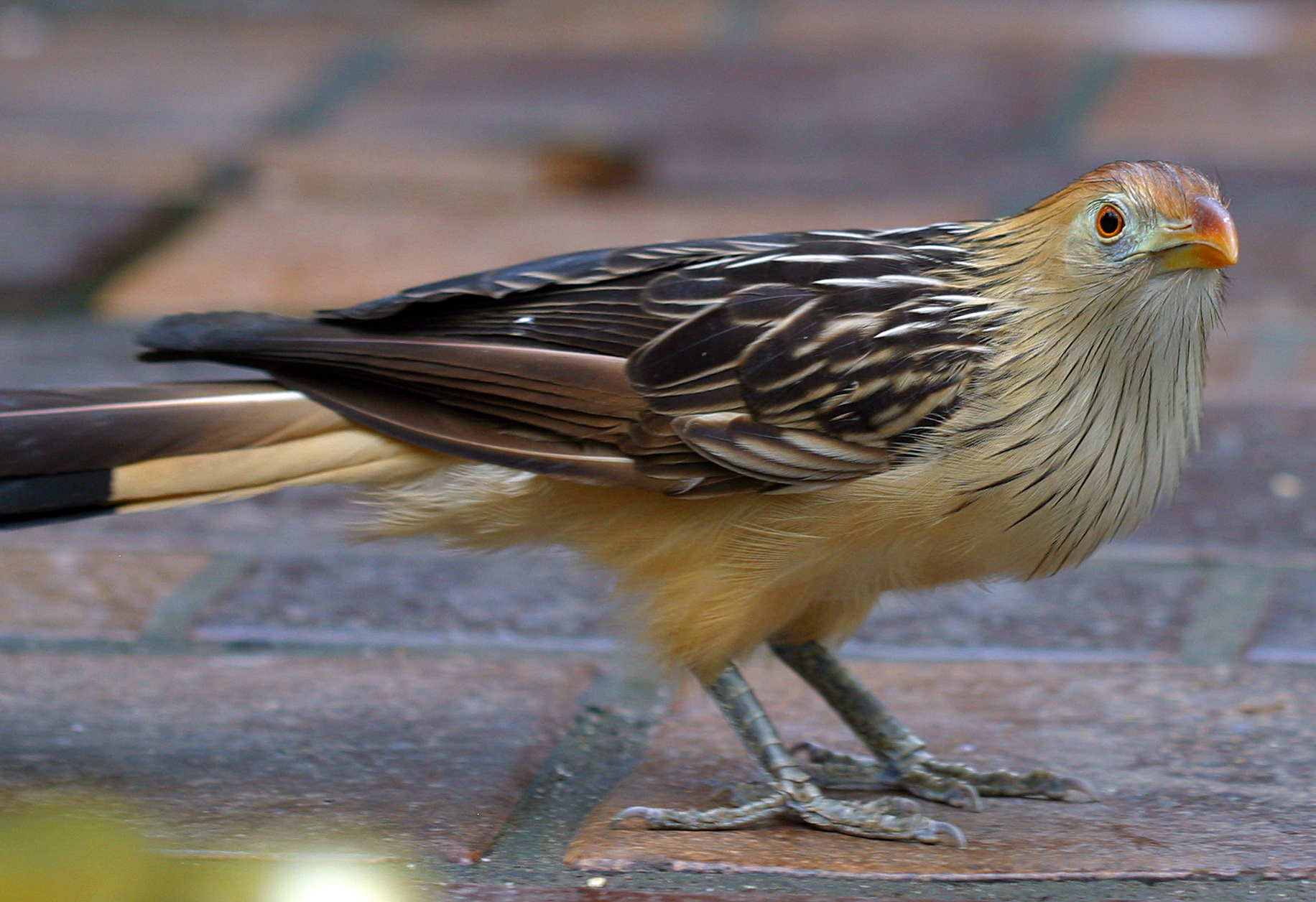
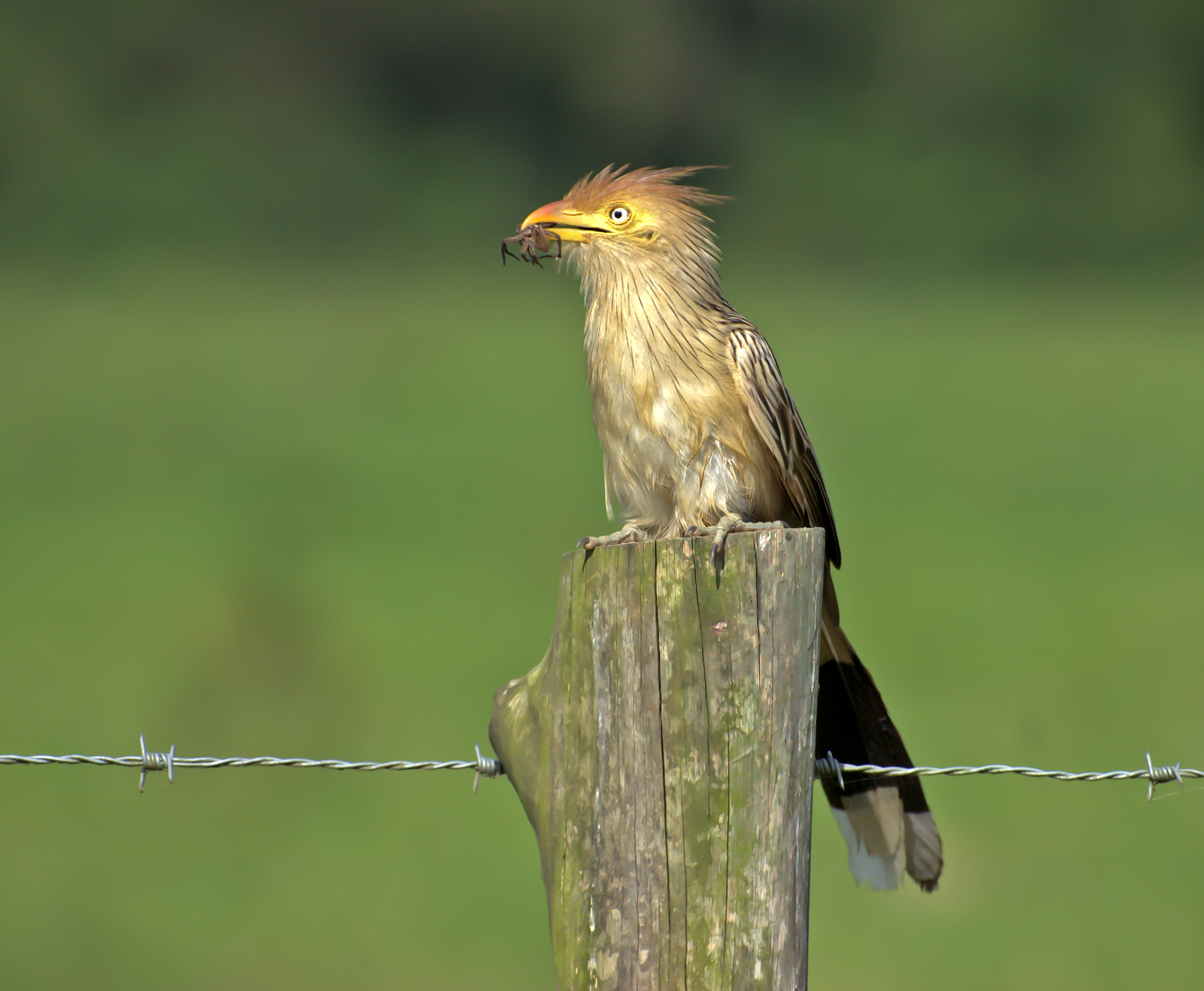
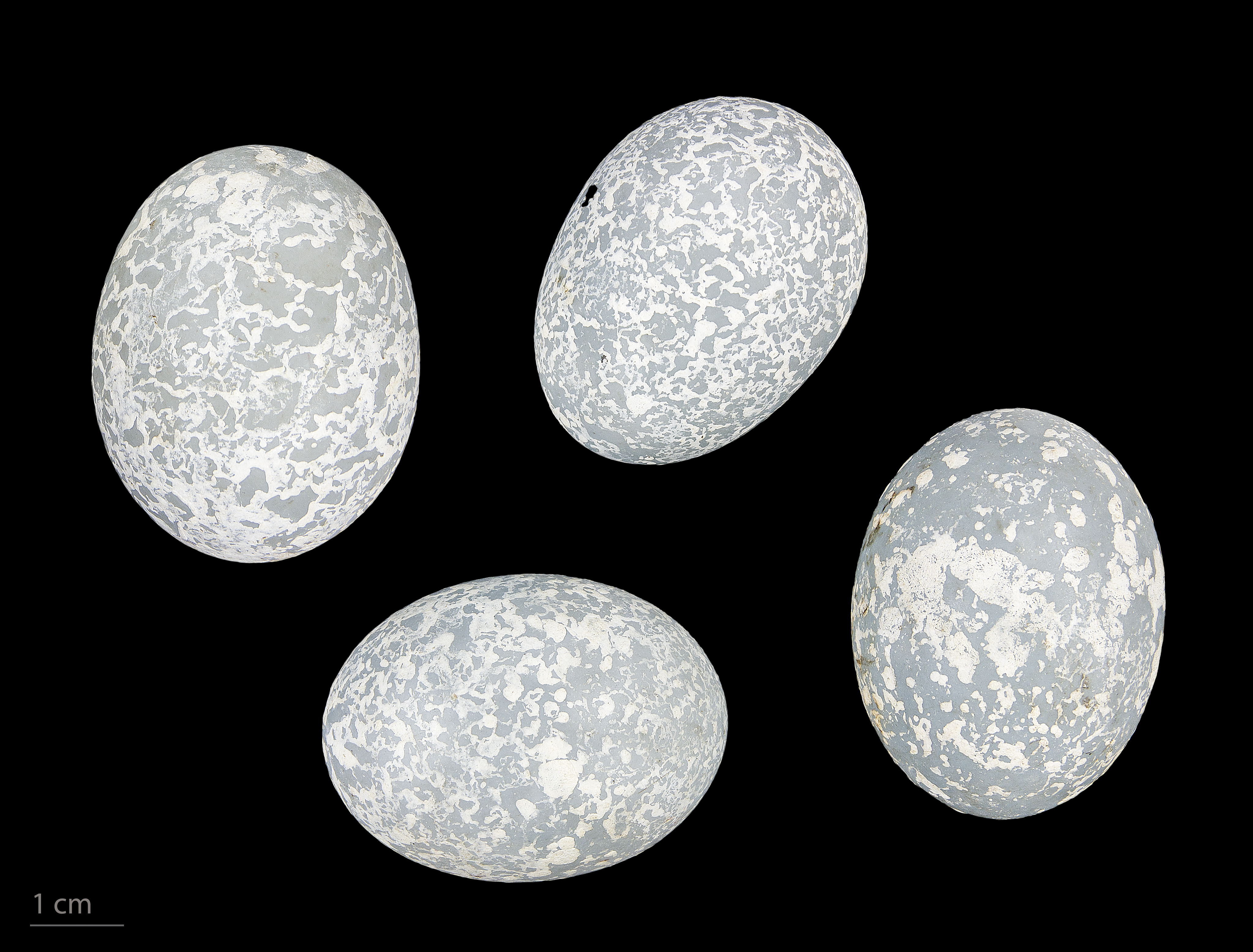
Museum specimen - Argentina